# Per Oddvar Johansen

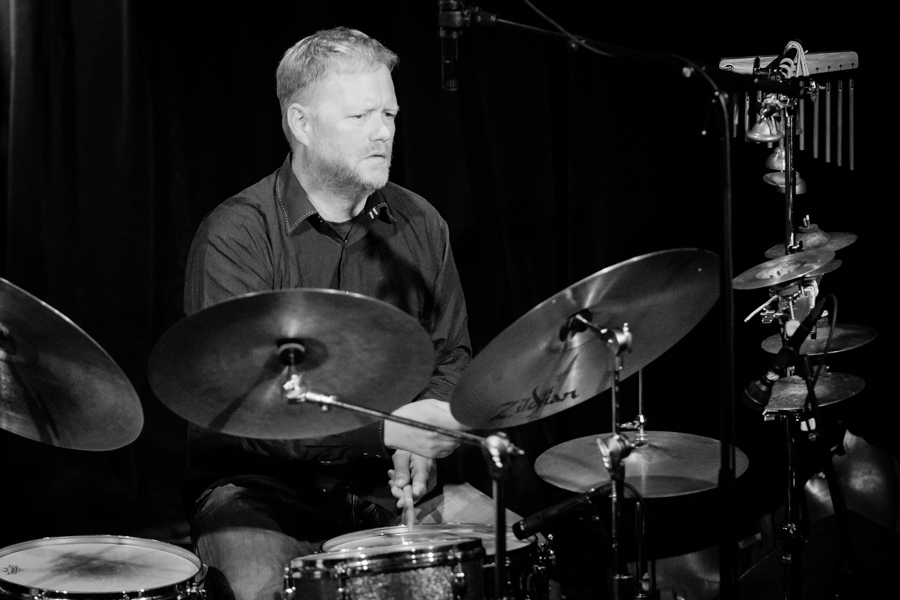
Per Oddvar Johansen (2018)

Per Oddvar Johansen (* 1. März 1968 in Oslo) ist ein norwegischer Schlagzeuger des Modern Jazz, der mit Trygve Seim, Christian Wallumrød, The Source, Solveig Slettahjell und Vigleik Storaas gearbeitet hat und sechsmal mit dem Spellemannprisen ausgezeichnet wurde.

## Leben und Wirken
Johansen spielte zunächst Rockmusik, bevor er von 1989 bis 1992 im Jazzstudiengang am Trondheim Music Conservatory studierte. Dort begann er, in der Bodega Band (1990–92, Album En flik av ..., 1992), in Airamero seit 1990, im Trio Midt-Norge, in Piggy Bop from 1991, im Trio von Vigleik Storaas und im Trondheim Kunstorkester zu spielen. Auch begann er seine lange andauernde Zusammenarbeit mit Trygve Seim, unter anderem in The Source, fungierte aber auch als Schlagzeuger in der Band Tre Små Kinesere.
Nach seinem Studium wirkte er weiterhin in einem Teil dieser Projekte mit, trat aber auch mit Künstlern wie Torbjørn Sunde, Jan Erik Kongshaug, Lars Andreas Haug, Solveig Slettahjell, Kjersti Stubø, Petter Wettre, Jacob Young und in den Gruppen 1300 Oslo, Zanussi Five, der Gruppe TINGeLING und dem Kjetil Møster/Per Zanussi Trio auf. 1994 ging er mit dem Trompeter Kenny Wheeler auf Tour; im Folgejahr konzertierte er mit Motorpsycho auf dem Kongsberg Jazz Festival. Mit Joshua Redman, Arild Andersen und Bugge Wesseltoft war er bei Moldejazz 2006 zu erleben.
Mit Ingebrigt Håker Flaten und Christian Wallumrød war er seit 1995 in dem Trio Close Erase aktiv. Auch nahm er mit Trond Bjertnes/Frode Barth, The Source, Eldbjørg Raknes, Håvard Wiik, Daniel Rorke und mit Hans Mathisen auf. Aktuell ist er auch Mitglied des Helge Lien Trio und des Trios von Ayumi Tanaka. Zudem ist er auf Adam Bałdychs Album Bridges (ACT Music) und Karl Strømmes Album Dynalyd zu hören.
Weiterhin unterrichtete er im Schlagzeugspiel an der Universität Oslo und an der Norges Musikkhøgskole.

## Preise und Auszeichnungen
Johansen erhielt den Spellemannprisen fünfmal in der Jazzklasse, nämlich 1995 (für das Album Bilder mit Vigleik Storaas), 1997 (für das Folge-Album Andre Bilder), 2000 (für das Album The Only Way to Travel von Petter Wettre), 2004 (für das Album Silver von Solveig Slettahjell) und 2005 (für das Album Quiet Songs von Hans Mathisen) und einmal in der Klasse für Zeitgenössische Musik (2014 für das Album Outstairs das Christian Wallumrød Ensembles).

## Diskographische Hinweise
unter eigenem Namen
- 2008: Ferme Solus – This Is My Music (Euridice Turn Left)
- 2014: Solo at MIR – Blow Out! Oslo 3 December 2013 (Bandcamp)